# 大杉 (江戸川区)
大杉（おおすぎ）は、東京都江戸川区の町名。現行行政地名は大杉一丁目から大杉五丁目。住居表示実施済み区域である。

## 地域
隣接する地域は、北は松本一・二丁目、東は新中川を挟んで対岸に東松本二丁目、南は一之江一丁目および西一之江一・二丁目、西は中央二・三丁目。
東京都江戸川区の中央地域に位置し、江戸川区役所の所在する中央の東に隣接する。地区の中央を東京都道318号環状七号線（環七通り）が南北に縦貫し、また地区南端部を東西に国道14号が走っているが、地区全域が至近の鉄道駅から1km以上離れている鉄道空白地帯に属する。地区東端を南北に貫流する新中川と接する。

## 地価
住宅地の地価は、2025年（令和7年）1月1日の公示地価によれば、大杉4-20-4の地点で28万6000円/m2となっている。

## 世帯数と人口
2025年（令和7年）1月1日現在（江戸川区発表）の世帯数と人口は以下の通りである。
| 丁目       | 世帯数    | 人口     |
| ---------- | --------- | -------- |
| 大杉一丁目 | 1,078世帯 | 2,275人  |
| 大杉二丁目 | 888世帯   | 1,892人  |
| 大杉三丁目 | 653世帯   | 1,435人  |
| 大杉四丁目 | 884世帯   | 1,944人  |
| 大杉五丁目 | 1,526世帯 | 3,243人  |
| 計         | 5,029世帯 | 10,789人 |

### 人口の変遷
国勢調査による人口の推移。
| 年                 | 人口   |
| ------------------ | ------ |
| 1995年（平成7年）  | 9,823  |
| 2000年（平成12年） | 10,009 |
| 2005年（平成17年） | 10,304 |
| 2010年（平成22年） | 10,764 |
| 2015年（平成27年） | 10,787 |
| 2020年（令和2年）  | 10,953 |

### 世帯数の変遷
国勢調査による世帯数の推移。
| 年                 | 世帯数 |
| ------------------ | ------ |
| 1995年（平成7年）  | 3,462  |
| 2000年（平成12年） | 3,613  |
| 2005年（平成17年） | 3,839  |
| 2010年（平成22年） | 4,134  |
| 2015年（平成27年） | 4,050  |
| 2020年（令和2年）  | 4,417  |

## 学区
区立小・中学校に通う場合、学区は以下の通りとなる（2017年12月時点)。なお、江戸川区では学校選択制度を導入しており、区内全域から選択することが可能。。
| 丁目       | 番地 | 小学校                   | 中学校                   |
| ---------- | --- | ------------------------ | ------------------------ |
| 大杉一丁目 | 1番 2番1〜4号、10〜12号 3番3〜5号、8号（旧東小松川） 4番2号、3号（旧東小松川） 4番9〜10号 5番 6番1〜6号、21号（旧東小松川） 6番22〜25号 16番1〜6号、21号 17番1号、15〜17号 | 江戸川区立大杉小学校     | 江戸川区立松江第三中学校 |
| 大杉一丁目 | その他 | 江戸川区立大杉第二小学校 | 江戸川区立松江第四中学校 |
| 大杉二丁目 | 全域 | 江戸川区立大杉第二小学校 | 江戸川区立松江第四中学校 |
| 大杉三丁目 | 全域 | 江戸川区立大杉第二小学校 | 江戸川区立松江第四中学校 |
| 大杉四丁目 | 全域 | 江戸川区立大杉第二小学校 | 江戸川区立鹿本中学校     |
| 大杉五丁目 | 9〜17番 28〜29番 32番 | 江戸川区立大杉第二小学校 | 江戸川区立鹿本中学校     |
| 大杉五丁目 | その他 | 江戸川区立大杉第二小学校 | 江戸川区立松江第三中学校 |

## 事業所
2021年（令和3年）現在の経済センサス調査による事業所数と従業員数は以下の通りである。
| 丁目       | 事業所数  | 従業員数 |
| ---------- | --------- | -------- |
| 大杉一丁目 | 61事業所  | 500人    |
| 大杉二丁目 | 64事業所  | 561人    |
| 大杉三丁目 | 62事業所  | 683人    |
| 大杉四丁目 | 84事業所  | 499人    |
| 大杉五丁目 | 111事業所 | 518人    |
| 計         | 382事業所 | 2,761人  |

### 事業者数の変遷
経済センサスによる事業所数の推移。
| 年                 | 事業者数 |
| ------------------ | -------- |
| 2016年（平成28年） | 422      |
| 2021年（令和3年）  | 382      |

### 従業員数の変遷
経済センサスによる従業員数の推移。
| 年                 | 従業員数 |
| ------------------ | -------- |
| 2016年（平成28年） | 2,453    |
| 2021年（令和3年）  | 2,761    |

## 交通

### 公共交通
鉄道
町域内に鉄道駅は存在しない。最寄駅は総武線新小岩駅・小岩駅、都営新宿線一之江駅。
路線バス
バスにより船堀駅、一之江駅、篠崎駅、葛西駅、葛西臨海公園駅、小岩駅、新小岩駅、亀有駅、青砥駅との連絡がある。急行・特急バス（シャトル☆セブン）は、地区のほぼ中央にある大杉第二小学校バス停のみ停車し、同バス停から一之江駅・葛西駅方面へは毎時3～4本程度の運行本数が確保されている。その他のバス停およびその他の系統は本数が少ない。
- 都営バス
  - 新小20：東新小岩四丁目〜新小岩駅北口〜上一色〜鹿本中学校〜一之江駅（京成バス東京と共同運行）
  - 船28：船堀駅〜西一之江四丁目〜松江第四中〜新堀一丁目〜篠崎駅

- 京成バス
  - SS07（急行・シャトル☆セブン）：小岩駅～大杉第二小学校～一之江駅～葛西駅～葛西臨海公園駅～東京ディズニーリゾート
  - SS08（急行・シャトル☆セブン）：亀有駅〜青砥駅東交差点〜大杉第二小学校～一之江駅〜葛西駅〜葛西臨海公園駅～東京ディズニーリゾート
  - 特急（シャトル☆セブン）：新小岩駅東北広場～大杉第二小学校～一之江駅（※）～葛西駅～東京ディズニーリゾート　※一之江駅には新小岩駅東北広場方向のみ停車

- 京成バス東京
  - 新小20：東新小岩三丁目〜新小岩駅北口〜上一色〜鹿本中学校〜一之江駅（都営バスと共同運行）

### 道路・橋梁
- 東京都道318号環状七号線（環七通り）大杉二,五丁目 - 大杉三,四丁目の境界。
- 国道14号（京葉道路）
- 仲井堀通り　大杉一丁目 - 大杉二,五丁目の境界。
- 大杉橋通り
- 大杉橋　新中川の橋。大杉橋通りを通す。

## 施設
行政
- 浄水場（大杉三丁目）

保育・教育
- 大杉保育園（大杉一丁目）
- 私立大杉神明幼稚園（大杉一丁目）
- 江戸川区立大杉第二小学校（大杉三丁目）

公園
- 大杉一丁目公園（大杉一丁目）
- 大杉公園・天祖神社（大杉一丁目）
- 大杉三丁目児童遊園（大杉三丁目）
- 五北さくら公園（大杉四丁目）
- 大杉五丁目児童遊園（大杉五丁目）
- 大杉五丁目公園（大杉五丁目）
- 大杉五丁目ポケットパーク（大杉五丁目）

## その他

### 日本郵便
- 郵便番号 : 132-0022[3]（集配局 : 江戸川郵便局[17]）。